# Berkshire Hathaway
Berkshire Hathaway Inc. là một công ty holding conglomerate đa quốc gia có trụ sở tại Omaha, Nebraska, Hoa Kỳ. Công ty sở hữu toàn bộ các công ty GEICO, Dairy Queen, BNSF Railway, Lubrizol, Fruit of the Loom, Helzberg Diamonds, Long & Foster, FlightSafety International, Pampered Chef, và NetJets, và cũng sở hữu 38.6% cổ phần của Pilot Flying J; 26.7% cổ phần của Kraft Heinz Company, và tỷ lệ cổ phần nhỏ nhưng đáng kể của American Express (17.16%), The Coca-Cola Company (9.4%), Wells Fargo (9.9%), và Apple (3.3%). Kể từ năm 2016, công ty đã mua lại cổ phần lớn trong các hãng hàng không lớn của Hoa Kỳ, và hiện là cổ đông lớn nhất của United Airlines và Delta Air Lines, và là cổ đông thuộc top 3 của Southwest Airlines và American Airlines. Berkshire Hathaway có tỷ lệ tăng trung bình hàng năm trên giá trị sổ sách là 19,0% cho các cổ đông kể từ năm 1965 (so với 9,7% từ S&P 500 bao gồm cả cổ tức trong cùng thời gian), trong khi sở hữu một lượng vốn rất lớn, với nợ không đáng kể.
Công ty được biết đến nhờ sự kiểm soát và lãnh đạo của Warren Buffett, người giữ chức vụ chủ tịch và giám đốc điều hành và Charlie Munger, phó chủ tịch công ty. Trong giai đoạn đầu của sự nghiệp Buffett tại Berkshire, ông tập trung vào các khoản đầu tư dài hạn trong các công ty giao dịch công khai, nhưng gần đây ông đã mua toàn bộ các công ty thường xuyên hơn. Berkshire hiện sở hữu một loạt các doanh nghiệp đa dạng bao gồm bánh kẹo, bán lẻ, đường sắt, nội thất, bách khoa toàn thư, nhà sản xuất máy hút bụi, đồ trang sức, báo viết, sản xuất và phân phối đồng phục, và một số công ty truyền dẫn điện và dịch vụ khí đốt.
Theo danh sách Forbes Global 2000, Berkshire Hathaway là công ty lớn thứ ba trên thế giới, và tập đoàn lớn thứ 9 tính theo doanh thu.
Berkshire hiện là công ty lớn thứ 7 trong chỉ số S & P 500 theo tổng vốn hóa thị trường và nổi tiếng vì có giá cổ phiếu đắt nhất trong lịch sử với cổ phần loại A với giá khoảng 439.016 USD vào ngày 31/05/2021. Điều này là do chưa bao giờ có việc phân chia cổ phiếu của công ty và Buffett đã tuyên bố trong một bức thư năm 1984 gửi các cổ đông rằng ông không có ý định làm vậy.